# Cleome iberidella
Cleome iberidella är en paradisblomsterväxtart som beskrevs av Friedrich Welwitsch. Cleome iberidella ingår i släktet paradisblomstersläktet, och familjen paradisblomsterväxter. Inga underarter finns listade i Catalogue of Life.